# NGC 549
NGC 549 је спирална галаксија у сазвежђу Вајар која се налази на NGC листи објеката дубоког неба.
Деклинација објекта је - 38° 0' 26" а ректасцензија 1h 25m 7,0s. Привидна величина (магнитуда) објекта NGC 549 износи 14,6 а фотографска магнитуда 15,5. NGC 549 је још познат и под ознакама ESO 296-22, PGC 5243.